# Aphodius ikuthanus
Aphodius ikuthanus là một loài bọ cánh cứng trong họ Scarabaeidae. Loài này được Balthasar miêu tả khoa học năm 1935.